# استیون فینچر
استیون لی فینچر (به انگلیسی: Stephen Lee Fincher) نمایندهٔ حوزه انتخابیه هشتم تنسی از حزب جمهوری‌خواه ایالات متحده آمریکا در مجلس نمایندگان ایالات متحده آمریکا است که برای نخستین‌بار در ۱۹ ژانویه ۲۰۱۱ میلادی به‌عضویت این مجلس درآمد.